# Lâcheté
 (janvier 2012).
- Si vous ne connaissez pas le sujet, laissez ce bandeau (vous pouvez alors contacter les auteurs).
- Si vous supprimez le contenu mis en cause (vous pouvez préalablement contacter les auteurs),

argumentez précisément cette suppression dans la page de discussion
(un manque de référence n'est pas un argument ; une recherche réelle de référence doit avoir été effectuée, être formellement documentée).
La lâcheté  désigne de manière générale le manque de fermeté ou le défaut de courage face à une situation, ou un choix, qui peut impliquer un danger physique ou autre.
En pratique, la lâcheté d'une personne se matérialise par le refus d'agir dans un sens perçu comme bon, juste ou nécessaire par la culture dans laquelle vit cette personne. 
Les comportements pouvant être considérés comme lâches sont par exemple le refus de combattre dans le cadre d'un combat supposé juste ou nécessaire (désertion, trahison), le refus de se défendre ou de défendre autrui (non-assistance à personne en danger), ou encore le fait de combattre sans suivre ce qui est perçu comme étant les règles de combat honorable (attaque inégale ou avec des armes inégales), de profiter d'une situation sans assumer les conséquences.

## Droit
La lâcheté en soi n'est pas un délit, mais certains actes considérés comme signe de lâcheté peuvent être considérés comme délictueux ou criminels, telle la non-assistance à personne en danger, la désertion ou le refus de combattre.

## Limites de la lâcheté
Au cours de l'Histoire, des hommes ont dû participer à des combats contre leur gré, tels les Malgré-nous, ou dans des conditions effroyables (comme les « vagues humaines » de l'Armée rouge). Ceux qui ont refusé ces combats ont pu être traités comme des lâches sur le moment, tandis que leurs actes ne tenaient pas nécessairement au manque de courage.
Il ne faut pas confondre le lâche avec celui qui se rend à un ennemi plus puissant pour sauver tout un peuple, éventuellement après une bataille : il s'agit alors d'une « reddition réfléchie », comme celle de Vercingétorix.

## Guerre

### Sens large
La lâcheté est le fait, selon les cas :
- de ne pas ou plus participer à un combat juste (qui pourrait par exemple sauver des vies ou une cause), éventuellement pour une raison de profit égoïste (trahison) ;
- de ne pas combattre à égalité (puissance, nombre…) ;
- de combattre quelqu'un en position de vulnérabilité ;
- de ne pas secourir autrui.

### Définition de la lâcheté pour la justice militaire
La lâcheté (par exemple la désertion) n’est en principe pas sanctionnée par le droit pénal civil. Elle constitue cependant un délit disciplinaire pour un militaire abandonnant son poste par peur de l’ennemi. D'autant plus qu'actuellement, dans certains pays du moins, les soldats ne sont plus engagés de force, ni sujets au service militaire obligatoire, et sont payés.
Le choix des mots peut cependant donner une image trompeuse de la réalité. Voir par exemple le film d'Yves Boisset Le Pantalon où le soldat Lucien Bersot n'ayant pas voulu remplacer le pantalon qui lui avait été fourni par celui, trempé de sang, d'un camarade mort au combat, se fait juger et fusiller au motif de refus d'obéissance face à l'ennemi.

### États-Unis
L'Uniform Code of Military Justice (UCMJ) des États-Unis au sous-chapitre X, section 899, article 99, donne la définition légale suivante de la lâcheté (en anglais : Cowardice) :
- fuir un ennemi ;
- abandonner, se rendre ou fuir un quelconque poste que le soldat avait pour mission de défendre ;
- mettre en danger un quelconque poste par désobéissance, négligence ou mauvaise conduite volontaire au combat ;
- abandonner des armes ou des munitions pendant un combat ;
- abandonner le combat pour piller, voler ou commettre d'autres crimes ;
- échouer volontairement à faire tout ce qui est en son pouvoir pour combattre ou se défendre quand il est de son devoir de le faire lors d'un combat ;
- refuser d'apporter son aide ou des secours à des troupes amies durant un combat ;
- effectuer tout autre acte non spécifié relevant d'une « conduite lâche » lors d'un combat.

Selon l'UCMJ, la peine maximale pour lâcheté est la peine de mort. La lâcheté, de par sa définition, ne peut être retenue que dans le cadre spatial et temporel d'un conflit armé.

### Suisse
En Suisse, le Code pénal militaire, partie 2, chapitre 3, article 74 prévoit à propos de lâcheté : 

« Celui qui, devant l’ennemi et par lâcheté, se sera caché, aura pris la fuite, ou aura sans autorisation abandonné son poste, sera puni d’une peine privative de liberté à vie ou d’une peine privative de liberté. »

### Vocabulaire
- L’expression lâcheté a donné le verbe lâcher, car celui qui lâche (prise) laisse tomber, abandonne (ex. : Hubert fuit toujours, c'est un vrai lâche.).
- Les mots pleutre et poltron dirigent plus vers peureux.
- Le synonyme le plus approprié est sans doute couardise, qui a donné le terme anglais. Un lâche est aussi un couard.
- Le contraire de la lâcheté est la témérité. Le courage (bravoure) est le juste équilibre entre lâcheté et témérité.